# Gastrite
La gastrite è un'infiammazione della mucosa gastrica, il rivestimento dello stomaco. Può verificarsi come un breve episodio o può essere di lunga durata. Il sintomo più comune è un dolore addominale superiore. Altri sintomi includono nausea e vomito, gonfiore addominale, perdita di appetito e sensazione di bruciore. Alcuni casi possono essere asintomatici. Le complicanze possono includere sanguinamento, ulcera dello stomaco, e l'insorgere di un tumore dello stomaco. Quando è la conseguenza di una malattia autoimmune, può verificarsi anemia per via di una insufficienza di vitamina B12, una condizione nota come anemia perniciosa.
Le cause più comuni sono l'infezione da Helicobacter pylori e l'assunzione di FANS. Cause meno comuni includono, tra gli altri, l'alcool, il fumo, la cocaina, una malattia grave, problemi autoimmuni, la radioterapia e la malattia di Crohn. L'endoscopia, una serie di radiografie con un mezzo di contrasto al bario, esami del sangue e l'analisi delle feci, possono aiutare con la diagnosi. I sintomi della gastrite possono essere scambiati per quelli di un infarto del miocardio. Altre condizioni con sintomi simili includono l'infiammazione del pancreas, colica biliare e l'ulcera peptica.
La prevenzione consiste nell'evitare ciò che causa la malattia. Il trattamento comprende l'assunzione di farmaci come gli antiacidi, gli H2 antagonisti o gli inibitori della pompa protonica. Nel caso di un attacco acuto, bere lidocaina viscosa può essere d'aiuto. Se la gastrite è dovuta all'assunzione di FANS, questi devono essere sospesi. Se l'H. pylori è presente, l'infezione può essere trattata con una combinazione di antibiotici, come l'amoxicillina e la claritromicina. Per coloro che soffrono di anemia perniciosa, gli integratori di vitamina B12 sono consigliati sia per via orale o per iniezione.
Si ritiene che la gastrite possa coinvolgere circa la metà delle persone al mondo e con l'invecchiamento diventa più frequente. La gastrite, insieme a una condizione simile che colpisce la prima parte dell'intestino conosciuta come duodenite, ha provocato 60 000 decessi nel 2013. L'H. pylori come agente eziologico della malattia è stata scoperto nel 1981 da Barry Marshall e Robin Warren.

## Tipologia

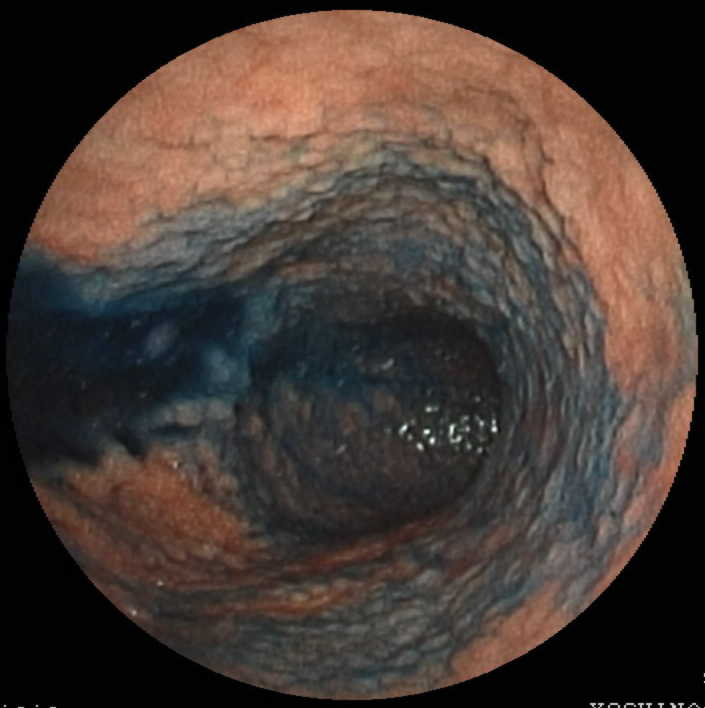
Gastrite nodulare

Esistono vari criteri secondo cui si dividono le gastriti:
- Criterio endoscopico, dove si sono evidenziate sette forme diverse fra cui la gastrite atrofica, ed è stata perfezionata con aggiunte di nuovi mezzi diagnostici
- Estensione topografica
- Criterio eziologico
- Grado della lesione

### Gastrite acuta

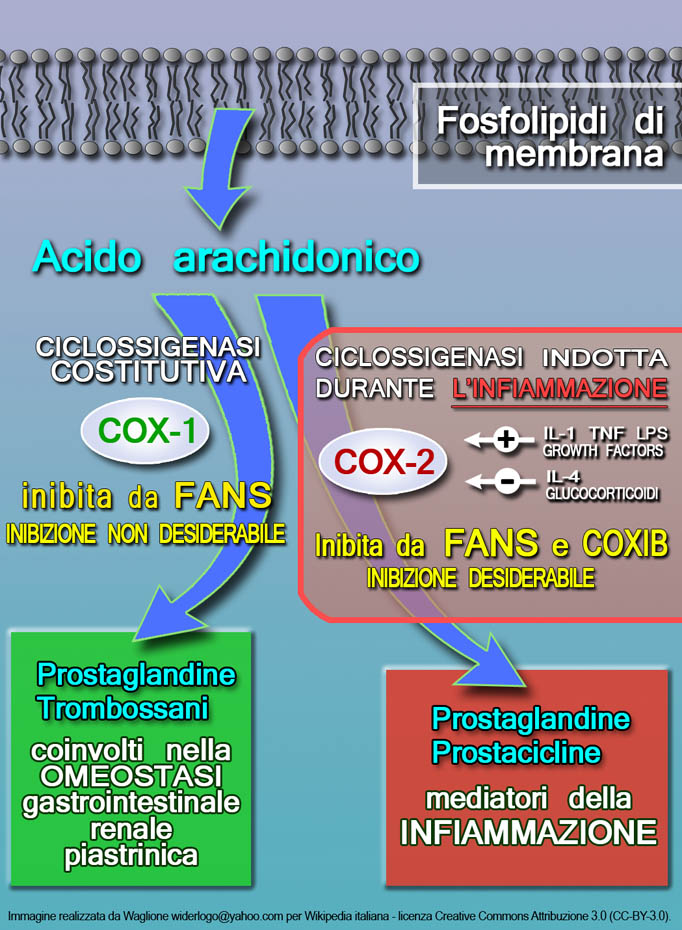
I FANS inibendo la COX-1 riducono le difese della mucosa gastrica.

Forme di gastriti transitorie, caratterizzate da lesioni erosive. Talvolta rimangono silenti, altre volte hanno esordio anche drammatico con emorragia massiva e rischio per la sopravvivenza.
Fra le più comuni forme di gastriti acute ritroviamo:
- Gastrite erosiva, si ha una perdita di integrità della mucosa senza perforazione che comporta sanguinamento. Può essere causata da alcool, abuso di farmaci, ustioni o eventi traumatici;
- Gastrite ischemica, causato da shock, ipovolemia, emboli;
- Gastrite corrosiva, causata da indigestione di particolari agenti chimici o abuso di alcool;
- Gastrite da farmaci, particolare lesione causata dagli effetti collaterali di alcuni farmaci, soprattutto FANS. I FANS danneggiando la mucosa gastrica sia a livello topico, dove agiscono cambiando la conformazione del muco e rendendolo più permeabile, sia a livello sistemico inibendo la COX1 e quindi portando ad una diminuzione delle prostaglandine che hanno un ruolo protettivo nei confronti della mucosa gastrica.

Le lesioni delle forme acute scompaiono generalmente entro le 48 ore; sono ulcerazioni superficiali, numerose, piccole e sanguinanti e all'esame istologico al contrario delle ulcere peptiche solitarie, non superano in profondità la muscolaris mucosae: si parla pertanto di erosioni invece che di ulcere.

### Gastrite cronica
Nella forma cronica manca la componente erosiva, ma ritroviamo gli infiltrati tipici delle flogosi croniche.
Le gastriti croniche si dividono in due tipi:
- Di tipo A, o del fondo: si sviluppa nel fondo e nella grande curva dello stomaco, è relativamente rara e più frequente nell'anziano. È una patologia a base autoimmune che determina la produzione di autoanticorpi contro le cellule parietali dello stomaco. Provoca acloridria, anemia perniciosa, atrofia della mucosa e aumentata incidenza di carcinoma gastrico.
- Di tipo B, o dell'antro: forma sostenuta dall'Helicobacter pylori, un batterio Gram-negativo che ha come habitat naturale la mucosa gastrica, dove è capace di convertire l'urea in ammoniaca, grazie all'enzima ureasi. Come conseguenza di questo fatto l'acidità dell'ambiente si abbassa, rendendo quest'ultimo più vulnerabile all'azione erosiva delle sostanze acide digestive. Spesso rimane asintomatico per molti anni. È dimostrabile tramite gastroscopia e biopsia anche in assenza di lesioni visibili. Nel tempo provoca ulcera peptica e carcinoma gastrico.

In particolare, le gastriti croniche da Helicobacter pylori si suddividono in due categorie:
- gastrite cronica non atrofica: che si localizza principalmente nell'antro dello stomaco: questa sede è preferita al resto dello stomaco in quanto è meno acida e in questa zona inizialmente abbassa ulteriormente l'acidità grazie all'enzima ureasi; nel caso in cui la produzione fisiologica di acidi in una persona fosse bassa l'H. pylori può attecchire anche a livello del fondo o del corpo dello stomaco. La gastrite non atrofica può evolvere in ulcera peptica, solitamente duodenale, e può provocare sintomatologia importante e complicazioni tipiche delle gastriti (melena, perforazioni, stenosi) ma è assai raro che evolva in forme neoplastiche.
- gastrite cronica atrofica (gastrite atrofica multifocale o pangastrite atrofica): in maniera analoga alla precedente ha come sede iniziale l'antro ma successivamente si estende verso il corpo ed il fondo dello stomaco colpendo quindi le cellule ossintiche con quindi un decremento della produzione di PgI (anche chiamato pepsinogeno di tipo I o pepsinogeno A), dato importante a fini diagnostici in quanto valutandone la quantità con esami sierologici si può fare diagnosi differenziale tra gastrite atrofica e gastrite non atrofica (dove come nella atrofica aumenterà il rapporto PgI/PgII ma sia PgI che PgII aumenteranno). La gastrite cronica atrofica può evolvere in ulcera peptica, principalmente gastrica, e ha un rischio relativamente alto di un'involuzione neoplastica (determinata anche da altri fattori quali l'immunità a prevalenza neutrofilica, in quanto i granulociti nel vano tentativo di eliminare i batteri provocano invece un danno ossidativo alla mucosa, o l'età del paziente o altre condizioni favorenti come lo stomaco resecato dovuta al continuo probabile reflusso di bile nel tempo che porta a continui stati flogistici i quali, per l'appunto, soprattutto dopo i 15 anni dall'intervento di gastroresezione favoriscono l'insorgere della neoplasia).

Non sono ancora note le cause precise per cui l'H. pylori possa essere alla base di una gastrite piuttosto che dell'altro ma probabilmente le cause non sono da ricercare solamente nella virulenza del batterio stesso (conditio sine qua non dell'insorgere della gastrite atrofica è la presenza di proteine Vac-A e Cag-A) ma anche da fattori ambientali, socio-economici, nonché da fattori che dipendono dal paziente (quali l'immunità a prevalenza granulocitaria o linfocitaria e il polimorfismo a carico dei geni coinvolti nella risposta immune).
L'Helicobacter pylori danneggia la mucosa gastrica sia in maniera diretta, ovvero con la tossina Vac-A che vacuolizza le cellule epiteliali, sia in maniera indiretta tramite la tossina Cag-A, l'ureasi e i lipopolisaccaridi che stimolano i linfociti e i macrofagi a produrre le citochine Interleuchina-1 (IL-1), Interleuchina-6 (IL-6), e Interleuchina-8 (IL-8), che daranno il via al processo flogistico.
La terapia per l'eliminazione del batterio consiste nell'associazione di due antibiotici (claritromicina e uno a scelta tra amoxicillina e metronidazolo) ad un farmaco antisecretivo (inibitore di pompa protonica, di solito omeprazolo).

## Sintomatologia
Le forme acute provocano dolore, nausea, vomito, febbre (anche scarlattina soprattutto nella forma ipertrofica), dispepsia, emorragia, anoressia, tutti sintomi che una volta eliminata la causa scompaiono in pochissimo tempo.
Le gastriti croniche nel 50% dei casi sono asintomatiche ed il primo sintomo è spesso dovuto ad una complicazione. Nel 30% provocano epigastralgia. Nel rimanente 20% dei casi compaiono altri sintomi dispeptici.
Inoltre le gastriti provocate da Helicobacter pylori oltre ai sintomi comuni a tutte le gastriti (la cosiddetta sindrome dispeptica dovuta a presenza di ulcere o di alterazioni della motilità) possono provocare anemia macrocitica (dovuta a carenza di vitamina B12) o microcitica (dovuta a carenza di ferro).
Le gastriti possono portare a tre tipi di complicanze: emorragia, perforazioni e stenosi. L'emorragia può quindi causare ematemesi, melena o anemia perniciosa; raramente può portare il paziente a shock ipovolemico e persino alla morte. Le perforazioni possono essere a livello addominale con un dolore violentissimo e improvviso o a livello pancreatica con dolore che si irradia posteriormente. Le stenosi, assai più rare delle altre due complicanze, si manifestano a livello del piloro e con sintomi di nausea e vomito.

## Diagnosi
Da quanto abbiamo finora detto, è facile quindi intuire quanto sia importante giungere quanto prima ad una diagnosi.
Sicuramente il metodo più affidabile è riservato alla gastroscopia che consiste nell'introduzione di un gastroscopio all'interno della bocca che ci permetterà di visualizzare in maniera diretta la mucosa dell'esofago, dello stomaco e del duodeno.
Il grande vantaggio della gastroscopia è rappresentato oltre che dalla possibilità di effettuare uno studio macroscopico visualizzando appunto direttamente la mucosa (e quindi l'eventuale presenza di ulcere, erosioni o tumori) anche dalla possibilità di effettuare dei prelievi (biopsie) per lo studio microscopico mettendo così in evidenza l'eventuale presenza del H. pylori, di una gastrite atrofica, dell'eventuale presenza di una metaplasia ecc. per poter quanto prima passare alla risoluzione dell'infiammazione e quindi alla correzione di eventuali sintomi.

## Prognosi
I sintomi delle forme acute possono scomparire entro pochi giorni dall'inizio. Se sono presenti perdite ingenti di sangue la prognosi è più sfavorevole. In ogni caso le gastriti possono avere una durata da pochi giorni fino a periodi molto lunghi (anche anni) e ciò dipende da vari fattori tra cui l'agente eziologico e la durata dell'insulto alla mucosa gastrica.

## Terapia
Si somministrano inibitori della pompa protonica (esomeprazolo, pantoprazolo, omeprazolo), antiacidi (sali di magnesio e alluminio, magaldrato, ranitidina) o anche protettori della mucosa gastrica (sucralfato). Nel caso in cui venga accertata l'infezione da Helicobacter pylori si deve procedere all'eradicazione con uno schema antibiotico che comprenda almeno una penicillina di nuova generazione (amoxicillina, ampicillina) e un macrolide (solitamente la claritromicina, sostituito in caso di resistenza da bismuto e tetraciclina). In alcuni casi è possibile anche associare il metronidazolo, inoltre in caso della forma acuta il riposo facilita la ripresa dell'organismo.
Se si presenta reflusso esofageo dovuto ad una congestione, con possibile danneggiamento all’estremità del tubo digerente (es: esofago), è necessario farsi prescrivere dal medico determinati farmaci volti alla protezione delle zone interessate dall’ambiente acido del reflusso affinché queste abbiano così la possibilità di ricostituirsi.